# La Trompette magique
Pour plus de détails, voir Fiche technique et Distribution.
La Trompette magique (The Trumpet of the Swan) est un long métrage d'animation américain de Richard Rich sorti en 2001.
Produit par RichCrest Animation Studios, c'est le premier long-métrage d'animation de TriStar depuis La Merveilleuse Aventure des Puppies en 1988.

## Synopsis
Un jeune cygne chanteur est né sans voix et tente par tous les moyens d'attirer l'attention de sa famille et de celle qu'il aime, Séréna. Il réussit grâce à beaucoup de courage ... et à une trompette, que son père, voulant l'aider, a volée dans un magasin de Billings (Montana).

## Fiche technique
- Titre original : The Trumpet of the Swan
- Titre français : La Trompette magique
- Réalisation : Richard Rich
- Scénario : Judy Rothman Rofé
- Musique : Marcus Miller
- Production : RichCrest Animation Studios
- Pays d'origine : États-Unis
- Format : couleur
- Genre : animation, famille, fantasy, musical
- Durée : 75 minutes
- Date de sortie :
  - États-Unis : 11 mai 2001

## Distribution

### Voix originales
- Dee Bradley Baker : Louie
- Reese Witherspoon : Séréna
- Jason Alexander : Le père
- Mary Steenburgen : La mère
- Seth Green : Boyd
- Carol Burnett : Mrs. Hammerbotham
- Melissa Disney : Billie
- Joe Mantegna : Monty
- Elizabeth Daily : Ella
- Pamela Adlon : AG Skinner
- Steve Vinovich : Maurice / Roger
- Corey Burton : le sénateur
- Michael Winslow

### Voix françaises
- Mathias Kozlowski : Louie
- Dorothée Pousséo : Sam Beaver
- Chantal Macé : Séréna (voix parlée)
- Michel Prudhomme : Le père (voix parlée)
- Daniel Beretta : Le père (voix chantée)
- Frédérique Tirmont : La mère
- Sébastien Desjours : Boyd
- Patricia Legrand : Billie / Mme Hammerbotham
- Jean-Loup Horwitz : Monty
- Caroline Combes : Ella
- Stéphanie Lafforgue : AG Skinner
- Jean-Claude Donda : voix additionnelles (le garde forestier, le père de Séréna, le propriétaire du magasin d'instruments, le moniteur de colonie de vacances et le gros écureuil)

## Chansons du film
- Portrait Craché - Le père de Louie (Spittin' Image - Jason Alexander et Mary Steenburgen)
- Hey, Hey - Séréna et chœurs (Melissa Disney, E.G. Daily et Ann Marie Lee)
- Louie, Louie, Louie - Soliste (Little Richard)
- Entends-moi Séréna - Louie et chœurs (Hear Me Serena - Tim Carmon)
- Plus Haut Que le Ciel - Séréna (Touch The Sky - Kenya Hathaway)